# Immenstadt im Allgäu
Immenstadt im Allgäu település Németországban, azon belül Bajorországban. Lakosainak száma 14 622 fő (2023. december 31.). Immenstadt im Allgäu Waltenhofen, Weitnau, Missen-Wilhams, Oberstaufen, Blaichach, Burgberg im Allgäu és Rettenberg községekkel határos.

## Népesség
A település népessége az elmúlt években az alábbi módon változott:
| Lakosok száma | 2200 | 9236 | 13 720 | 12 968 | 13 903 | 14 027 | 14 207 | 14 211 | 14 315 | 14 622 |
|               | 1875 | 1950 | 1975   | 1987   | 2012   | 2014   | 2016   | 2017   | 2021   | 2023   |